# Balázsi Gergő Ármin
Balázsi Gergő Ármin (Budapest, 1996 –) magyar balett-táncos. 2014 óta a Magyar Állami Operaház tagja. Magyar művészek közül elsőként nyerte el 2024. júniusban az Oscar-díjhoz hasonló presztizsű Benois de la Danse díjat, a Halhatatlanok Társulatának örökös tagja.

## Életpályája
Tanulmányait a Magyar Táncművészeti Főiskolán végezte 2005 és 2014 között. Mesterei Fodor Gyula, Balogh Béla, Túri Sándor, Solymosi Tamás, Solymosi Zoltán, Keveházi Gábor és Dózsa Imre voltak.
2012-ben részt vett a Wolfseggi Nemzetközi Tánckurzuson, majd 2013-ban a Pittsburghi Balettszínház Intenzív Nyári Kurzusán.  Részt vett továbbá a Magyar Táncművészeti Főiskola Nyári Kurzusán.

## Részvétele versenyeken
- Golden Pointe Shoes Nemzetközi Balettverseny – 1. helyezés (2014)
- Rudolf Nurejev Nemzetközi Balettverseny (2013)
- Magyar Táncművészeti Főiskola háziversenye (2008–2012); 1. helyezés (2010)
- New Generation Balettverseny (2008)

## Díjai, elismerései
- A Benois de la Danse férfi táncművésze (2024) [2]
- A 2022/2023-as évad Étoile-ja
- Az évad legjobb férfi táncművésze (2023)
- A Nagy alakításért díj (2022)
- Magyar Bronz Érdemkereszttel kitüntetett (2021)
- A Fidelio Kult50-jébe is beválasztották (2020).
- Az évad legjobb férfi táncművésze (2019)
- Junior Prima Díj, színház-és filmművészet kategória (2019)
- Az évad legjobb pályakezdő táncművésze (2016)
- Az év legjobb végzőse (2014)
- A Halhatatlanok Társulatának örökös tagja (2025)

## Főbb szerepei
- Eagling/Solymosi/Csajkovszkij: A diótörő – Herceg
- Dantzig/Schayk/Csajkovszkij: A hattyúk tava – Siegfried
- Eifman/Rahmanyinov/Muszorgszkij/Wagner: Karamazov testvérek – Alekszej
- Seregi/Delibes: Sylvia – Amyntas
- North/Downes: Trójai játékok
- Seregi/Hacsaturján: Spartacus – Crassus
- Cranko/Csajkovszkij/Stolze: Anyegin – Lenszkij
- Pártay/Csajkovszkij/Rácz: Anna Karenina – Vronszkij
- ifj. Harangozó/Kocsák: Hófehérke és a 7 törpe – Királyfi
- Petipa/Wright/Csajkovszkij: Csipkerózsika – Florimund herceg
- MacMillan/Massenet/Yates: Manon – Des Grieux
- Lander/Riisager: Etűdök – 1. szóló fiú
- Manen/Piazzola: 5 tangó – Szóló pár fiú
- Manen/Massenet/Mascagni/Stravinsky/Janáček/Csajkovszkij: Black Cake – 1. szóló pas de deux fiú
- Balanchine/Csajkovszkij: Téma és variációk – Fő szóló fiú
- Kylián/Mozart: Petite Mort
- Venekei/Williams /Dés: A vágy villamosa - Stanley
- León-Lightfoot/ mexikói mambo zene: Sad Case
- MacMillan/Liszt/ Lanchbery: Mayerling - Rudolf
- Lavrovszkij /Adam: Giselle - Albert
- Ashton/Hérold: A rosszul őrzött lány - Colas
- Seregi/Goldmark/Hidas: A makrancos Kata - Petruchio
- Seregi/Prokofjev: Rómeó és Júlia - Rómeó
- Malandain/Gluck: Don Juan - Don Juan
- van Manen/Satie: Trois Gnossiennes
- Zaharov/Aszafjev: A bahcsiszeráji szökőkút - Waclaw
- Balanchine/Delibes: Sylvia Pas de Deux
- Forsythe/Schubert: A tökéletesség szédítő ereje
- Petipa/Solymosi/Mirzoyan/Prokofieva/Minkus /Deldevez /Delibes /Drigo /Auber: Paquita-szvit - szóló fiú
- Velekei/Bartók: A fából faragott királyfi - Királyfi
- Petipa/Gorszkij /Golejzovszkij/Messerer/Minkus: Don Quijote - Basil
- Vajnonen/Messerer/Aszafjev: Párizs lángjai - Antoine Mistral, Szabadság pas de deux